# Cyrebia adili
Cyrebia adili är en fjärilsart som beskrevs av Kocak 1987. Cyrebia adili ingår i släktet Cyrebia och familjen nattflyn. Inga underarter finns listade i Catalogue of Life.